# Velarifictorus horridus
Velarifictorus horridus är en insektsart som beskrevs av Sigfrid Ingrisch 1998. Velarifictorus horridus ingår i släktet Velarifictorus och familjen syrsor. Inga underarter finns listade i Catalogue of Life.